# Peingdorf
Peingdorf ist ein Ortsteil der Stadt Melle im Landkreis Osnabrück in Niedersachsen. Der Ort bildete bis 1970 eine Gemeinde im damaligen Landkreis Melle und gehört heute zum Meller Stadtteil Wellingholzhausen.

## Geographie
Peingdorf liegt am südwestlichen Rand der Stadt Melle und besitzt keinen Dorfkern, sondern ist eine Streusiedlung westlich von Wellingholzhausen.

## Geschichte
Die Bauerschaft Peingdorf gehörte bis zu den Napoleonischen Kriegen zum Amt Grönenberg des Hochstifts Osnabrück. Von 1807 bis 1810 gehörte Peingdorf zum Kanton Melle des napoleonischen Satellitenstaats Königreich Westphalen. Von 1811 bis 1813 gehörte der Ort unmittelbar zu Frankreich und dort zur Mairie Wellingholzhausen im Arrondissement Osnabrück des Departements der Oberen Ems. 1814 kam Peingdorf zum Königreich Hannover und bildete dort eine Gemeinde im Amt Grönenberg. 1867 fiel Peingdorf mit dem gesamten Königreich Hannover an Preußen und seit 1885 gehörte die Gemeinde zum Landkreis Melle. Innerhalb des Landkreises Melle gehörte die Gemeinde zur Samtgemeinde Wellingholzhausen. Am 1. Januar 1970 wurde Peingdorf in der ersten Phase der Gebietsreform in Niedersachsen in die Gemeinde Wellingholzhausen eingegliedert. Diese wiederum wurde am 1. Juli 1972 Teil der Stadt Melle.

## Einwohnerentwicklung
| Jahr | Einwohner | Quelle |
| ---- | --------- | ------ |
| 1845 | 382       | [ 2 ]  |
| 1871 | 397       | [ 3 ]  |
| 1910 | 398       | [ 4 ]  |
| 1939 | 281       | [ 5 ]  |
| 1950 | 550       | [ 6 ]  |
| 1961 | 373       | [ 6 ]  |

## Baudenkmale
In Peingdorf sind mehrere Bauwerke denkmalgeschützt:
- Ein Speichergebäude an der Peingdorfer Straße 12
- Ein Hofgebäude an der Peingdorfer Straße 19
- Ein Backhaus am Langen Weg 15
- Der Gutshof Auburg an der Borgloher Straße